# As Bruxas de Westfield e o Reino Desconhecido
As Bruxas de Westfield e o Reino Desconhecido, é o segundo livro da trilogia As Bruxas de Westfield, escrita pela autora brasileira, Gabriela Diehl. O primeiro chama-se As Bruxas de Westfield.

## Sinopse
Neste segundo livro, surgirão As Bruxas e as Fadas, eternas rivais. As Bruxas querem dominar a humanidade, utilizando uma pedra poderosa que está nas mãos do grupo de adolescentes, que irão se unir as Fadas para impedir que isso aconteça.

## Último livro
A trilogia chega ao fim, com "As Bruxas de Westfield e a Profecia das Estrelas", ainda sem data de lançamento.